# Календа, Констанс
Констанс Календа (итал. Constance Calenda; XV век — неизвестно; годы работы — около 1415) — итальянский хирург, специализировавшаяся на заболеваниях глаз, одна из известных женщин Салерно. Календа была дочерью Сальватора Календы, который был деканом медицинского факультета университета Салерно, а после этого деканом факультета в Неаполе. Констанция, пройдя добросовестное обучение у отца, по неподтверждённым сведениям получила особые награды за свои исследования. Читала лекции по медицине, стала профессором Неаполитанского университета